# Fiorello Show
Fiorello Show è stato un programma televisivo prodotto in Italia e trasmesso dal canale satellitare Sky Uno e condotto dal noto show-man Fiorello con l'aiuto di Enrico Cremonesi.

## Edizioni
| Edizione | Periodo       | Periodo        | Puntate | Conduzione       | Regia        | Studio di messa in onda              |
| Edizione | Inizio        | Fine           | Puntate | Conduzione       | Regia        | Studio di messa in onda              |
| -------- | ------------- | -------------- | ------- | ---------------- | ------------ | ------------------------------------ |
| 1ª       | 2 aprile 2009 | 20 giugno 2009 | 33      | Rosario Fiorello | Mario Rotoli | Palatenda di Piazzale Clodio in Roma |

## Storia del programma
Lo spettacolo è un estratto del suo spettacolo teatrale in atto in contemporanea con lo show a Roma in Piazziale Clodio dentro un tendone appositamente realizzato per l'occasione. Il copione dello show e dello spettacolo televisivo quindi varia a seconda dell'ispirazione artistica di Fiorello coinvolgendo magari i vip presenti nel pubblico che da spettatori diventano protagonisti.
Lo spettacolo teatrale e televisivo è durato fino a metà giugno 2009 ed è stato proposto il giovedì, il venerdì e il sabato alle 21:20 e la domenica alle 22:15 con il meglio delle precedenti puntate.
In totale sono state prodotte 33 puntate. Per la prima puntata del Fiorello Show 1.015.000 spettatori (3,53% di share) si sono sintonizzati su Sky Uno per guardare lo show, risultato record per il canale.
Uno speciale omonimo organizzato dalla Swatch al Palaeur di Roma andò in onda su Canale 5 il 29 gennaio 1995 registrando ben sei milioni e mezzo di telespettatori.
A causa del terremoto che colpì l'Abruzzo la notte tra il 5 e il 6 aprile 2009, Fiorello in accordo con Sky sospese per rispetto tre puntate dello show. A causa della finale della UEFA Champions League, lo spettacolo del 27 maggio 2009 fu annullato per facilitare l'ordine pubblico. La puntata andò comunque in onda, seppur senza pubblico.

## Persone intervenute nel programma
- Alessia Marcuzzi
- Claudio Baglioni
- Enrico Mentana
- Gianni Alemanno
- Francesco Rutelli
- Andrea Bocelli
- Giorgia Meloni
- Antonella Clerici
- Valerio Staffelli
- Valeria Marini
- Niba
- Teo Teocoli
- Mike Bongiorno
- Giorgia
- Novak Đoković
- Stefano D'Orazio
- Lorella Cuccarini
- Lapo Elkann
- Francesco Totti
- Franco Califano
- Maria Latella
- Lamberto Sposini
- Francesco De Gregori
- Giancarlo Fisichella
- Jessica Alba
- Paolo Rossi
- Gianluca Vialli
- Jury Chechi
- Walter Veltroni
- Sveva Sagramola
- Nicola Piovani